# Stazione di Yagiri
La stazione di Yagiri (矢切駅?, Yagiri-eki) è una stazione ferroviaria sita nella città di Matsudo, nella prefettura di Chiba, in Giappone. È servita dalla linea Hokusō, gestita dalla società Ferrovia Hokusō.

## Linee
Ferrovie Hokusō
● Linea Hokusō

## Struttura
La stazione è realizzata in sotterranea, con fabbricato viaggiatore al livello del terreno. Sotto è presente il mezzanino, e al secondo piano interrato due marciapiedi a isola con quattro binari passanti, collegati al mezzanino da ascensori e scale mobili e fisse.
| 1-2 | ● Linea Hokusō | per Keisei Takasago, Oshiage, Ueno, Asakusa, Shinagawa, Haneda Aeroporto e Yokohama         |
| 3-4 | ● Linea Hokusō | per Shin-Kamagaya, Chiba-Newtown-Chūō, Inzai-Makinohara, Inba-Nihon-Idai e Narita Aeroporto |

## Stazioni adiacenti
| «                | Servizio          | »                 |
| Linea Hokusō     | Linea Hokusō      | Linea Hokusō      |
| ---------------- | ----------------- | ----------------- |
| Shin-Shibamata   | Locale            | Kita-Kokubun      |
| Shin-Shibamata → | Espresso          | → Higashi-Matsudo |
| Transito         | Espresso limitato | Transito          |